# Venus d'Itàlica
L'escultura Venus d'Itàlica va ser esculpida on hi hagué la primera ciutat de fundació romana a Hispània: Itàlica, situada a l'actual terme municipal de Santiponce (província de Sevilla), a Andalusia, que va ser fundada l'any 206 aC. L'escultura s'exposa al Museu Arqueològic de Sevilla.

## Història i troballa
La Venus d'Itàlica és una escultura tallada al segle ii coincidint amb el mandat d'Hadrià, emperador de l'Imperi Romà (117 - 138), i que imita el model artístic d'«Afrodita Anadyomene» que neix de les aigües; va ser trobada a la localitat de Santiponce, per una família, semienterrada a la seva pròpia casa l'any 1940. Com a anècdota es pot comentar que durant molts anys solament es trobava al descobert una espatlla i la família la utilitzava per a trencar nous ignorant el que s'ocultava a pocs centímetres.